# Canton de Thoiry
Le canton de Thoiry est une circonscription électorale française du département de l'Ain qui a brièvement existé de 1793 à 1801 et qui a été recréée par le décret du 13 février 2014 entrant en vigueur lors des élections départementales de 2015.

## Histoire

### Ancien canton de Thoiry (1793-1801)
Le canton de Thoiry est institué en 1793 en tant que subdivision du district de Gex. Il est composé de sept municipalités : Challex, Crozet, Péron, Pouilly et Saint-Genix, Saint-Jean-de-Gonville, Sergy et Thoiry (chef-lieu de canton).
Il est supprimé en 1801. Les communes de Challex, Péron et Saint-Jean-de-Gonville sont alors rattachées au canton de Collonges, celles de Saint-Genis-Pouilly, Sergy et Thoiry au canton de Ferney-Voltaire, et celle de Crozet au canton de Gex.

### Nouveau canton de Thoiry (depuis 2015)
Un nouveau découpage territorial de l'Ain (département) entre en vigueur à l'occasion des élections départementales de mars 2015, défini par le décret du 13 février 2014, en application des lois du 17 mai 2013 (loi organique 2013-402 et loi 2013-403). Les conseillers départementaux sont, à compter de ces élections, élus au scrutin majoritaire binominal mixte. Les électeurs de chaque canton élisent au Conseil départemental, nouvelle appellation du Conseil général, deux membres de sexe différent, qui se présentent en binôme de candidats. Les conseillers départementaux sont élus pour six ans au scrutin binominal majoritaire à deux tours, l'accès au second tour nécessitant 12,5 % des inscrits au premier tour. En outre la totalité des conseillers départementaux est renouvelée. Ce nouveau mode de scrutin nécessite un redécoupage des cantons dont le nombre est divisé par deux avec arrondi à l'unité impaire supérieure si ce nombre n'est pas entier impair, assorti de conditions de seuils minimaux. Dans l'Ain, le nombre de cantons passe ainsi de 43 à 23.
Le nouveau canton de Thoiry correspond à l'ancien canton de Collonges, à l'exception des communes de Confort et de Lancrans, auquel ont été ajoutées deux communes issues de l'ancien canton de Ferney-Voltaire (Sergy et Thoiry) ainsi que six communes issues de l'ancien canton de Gex (Chevry, Crozet, Échenevex, Lélex, Mijoux, et Segny).
Le canton est entièrement inclus dans l'arrondissement de Gex. Le bureau centralisateur est situé à Thoiry.

## Représentation
| Période élective | Période élective | Mandat | Mandat   | Identité        | Nuance | Nuance | Qualité                         |
| ---------------- | ---------------- | ------ | -------- | --------------- | ------ | ------ | ------------------------------- |
| 2015             | 2021             | 2015   | 2021     | Muriel Benier   |        | LR     | Maire de Thoiry                 |
| 2015             | 2021             | 2015   | 2021     | Michel Brulhart |        | LR     | Maire de Saint-Jean-de-Gonville |
| 2021             | 2028             | 2021   | en cours | Muriel Benier   |        | LR     | Conseillère sortante            |
| 2021             | 2028             | 2021   | en cours | Michel Brulhart |        | LR     | Conseiller sortant              |

### Résultats détaillés

#### Élections de mars 2015
À l'issue du premier tour des élections départementales de 2015, deux binômes sont en ballottage : Muriel Benier et Michel Brulhart (Union de la Droite, 47,18 %) et Fanny Gallé et Gaëtan Noblet (FN, 22,42 %). Le taux de participation est de 42,88 % (5 945 votants sur 13 863 inscrits) contre 48,99 % au niveau départemental et 50,17 % au niveau national.
À l'issue du second tour, le binôme constitué par Muriel Benier et Michel Brulhart (Union de la Droite) est élu avec 4 078 voix représentant 74,77 % des suffrages exprimés contre 1 376 voix représentant 25,23 % des suffrages exprimés pour le binôme constitué par Fanny Gallé et Gaëtan Noblet (Front National). Le taux de participation est de 42,45 % (5 885 votants sur 13 863 inscrits) contre 49,67 % au niveau départemental.

#### Élections de juin 2021
Le premier tour des élections départementales de 2021 est marqué par un très faible taux de participation (33,26 % au niveau national). Dans le canton de Thoiry, ce taux de participation est de 28,53 % (4 328 votants sur 15 170 inscrits) contre 31,48 % au niveau départemental. À l'issue de ce premier tour, deux binômes sont en ballottage : Muriel Benier et Michel Brulhart (Union au centre et à droite, 57,44 %) et Valérie Loubet et Gilles Ravache (Union à gauche avec des écologistes, 29,84 %).
Le second tour des élections est marqué une nouvelle fois par une abstention massive équivalente au premier tour. Les taux de participation sont de 34,3 % au niveau national, 31,83 % dans le département et 28,8 % dans le canton de Thoiry. Muriel Benier et Michel Brulhart (Union au centre et à droite) sont élus avec 68,1 % des suffrages exprimés (2 842 voix pour 4 372 votants et 15 178 inscrits),.

## Composition
Le nouveau canton de Thoiry comprend seize communes entières.
| Nom                            | Code Insee | Intercommunalité     | Superficie (km2) | Population (dernière pop. légale) | Densité (hab./km2) | Modifier                                    |
| ------------------------------ | ---------- | -------------------- | ---------------- | --------------------------------- | ------------------ | ------------------------------------------- |
| Thoiry (bureau centralisateur) | 01419      | CA Pays de Gex Agglo | 28,93            | 6 356 (2022)                      | 220                | modifier les données · modifier les données |
| Challex                        | 01078      | CA Pays de Gex Agglo | 8,67             | 1 628 (2022)                      | 188                | modifier les données · modifier les données |
| Chevry                         | 01103      | CA Pays de Gex Agglo | 5,84             | 2 301 (2022)                      | 394                | modifier les données · modifier les données |
| Chézery-Forens                 | 01104      | CA Pays de Gex Agglo | 46,57            | 436 (2022)                        | 9,4                | modifier les données · modifier les données |
| Collonges                      | 01109      | CA Pays de Gex Agglo | 16,25            | 2 260 (2022)                      | 139                | modifier les données · modifier les données |
| Crozet                         | 01135      | CA Pays de Gex Agglo | 27,47            | 2 354 (2022)                      | 86                 | modifier les données · modifier les données |
| Échenevex                      | 01153      | CA Pays de Gex Agglo | 16,44            | 2 227 (2022)                      | 135                | modifier les données · modifier les données |
| Farges                         | 01158      | CA Pays de Gex Agglo | 14,28            | 1 065 (2022)                      | 75                 | modifier les données · modifier les données |
| Léaz                           | 01209      | CA Pays de Gex Agglo | 11,40            | 887 (2022)                        | 78                 | modifier les données · modifier les données |
| Lélex                          | 01210      | CA Pays de Gex Agglo | 17,63            | 236 (2022)                        | 13                 | modifier les données · modifier les données |
| Mijoux                         | 01247      | CA Pays de Gex Agglo | 22,00            | 297 (2022)                        | 14                 | modifier les données · modifier les données |
| Péron                          | 01288      | CA Pays de Gex Agglo | 26,01            | 2 900 (2022)                      | 111                | modifier les données · modifier les données |
| Pougny                         | 01308      | CA Pays de Gex Agglo | 7,77             | 792 (2022)                        | 102                | modifier les données · modifier les données |
| Saint-Jean-de-Gonville         | 01360      | CA Pays de Gex Agglo | 12,36            | 2 042 (2022)                      | 165                | modifier les données · modifier les données |
| Ségny                          | 01399      | CA Pays de Gex Agglo | 3,24             | 2 676 (2022)                      | 826                | modifier les données · modifier les données |
| Sergy                          | 01401      | CA Pays de Gex Agglo | 9,46             | 2 279 (2022)                      | 241                | modifier les données · modifier les données |
| Canton de Thoiry               | 0120       |                      | 274,32           | 30 736 (2022)                     | 112                | modifier les données                        |

## Démographie
En 2022, le canton comptait 30 736 habitants, en évolution de +11,18 % par rapport à 2016 (Ain : +5,15 %, France hors Mayotte : +2,11 %).
| 2013   | 2018   | 2022   |
| ------ | ------ | ------ |
| 26 158 | 28 309 | 30 736 |